# Davis Cup 1952
In 1952 werd het toernooi om de Davis Cup  voor de 41e keer gehouden. De Davis Cup is het meest prestigieuze tennistoernooi voor landen dat sinds 1900 elk jaar wordt georganiseerd.
Australië won voor de 10e keer de Davis Cup door in de finale de Verenigde Staten met 4-1 te verslaan.
De deelnemers strijden in drie verschillende regionale zones tegen elkaar. De drie zonewinnaars spelen in het interzonaal toernooi tegen elkaar. De winnaar daarvan speelt tegen de regerend kampioen om de Davis Cup.

## Finale
Australië -  Verenigde Staten 4-1 (Adelaide, Australië, 29-31 december)

## Interzonaal Toernooi
|  | halve finale 11-13 december | halve finale 11-13 december |  |        | finale 18-20 december | finale 18-20 december |
|  |                             |                             |  |        |                       |                       |
|  |                             |                             |  |        |                       |                       |
|  | Verenigde Staten            |                             |  |        |                       |                       |
|  | bye                         |                             |  |        |                       |                       |
|  |                             |                             |  |        | Verenigde Staten      | 5                     |
|  |                             |                             |  | Italië | 0                     |                       |
|  | Italië                      | 3                           |  |        |                       |                       |
|  | India                       | 2                           |  |        |                       |                       |

Het Interzonaal Toernooi werd gespeeld in Australië

## België
België speelt in de Europese zone.
| datum      | tegenstander | uitslag | locatie | groep   | ronde        | winst/verlies |
| ---------- | ------------ | ------- | ------- | ------- | ------------ | ------------- |
| 28-07-1952 | Italië       | 1-3     | uit     | EUR udt | finale       | v             |
| 14-07-1952 | Frankrijk    | 3-2     | uit     | EUR udt | halve finale | w             |
| 16-06-1952 | Zweden       | 3-2     | thuis   | EUR udt | kwartfinale  | w             |
| 18-05-1952 | Hongarije    | 4-1     | thuis   | EUR udt | 2e ronde     | w             |

België bereikte de finale van de Europese zone maar verloor van Italië.

## Nederland
Nederland speelt in de Europese zone.
| datum      | tegenstander | uitslag | locatie | groep   | ronde    | winst/verlies |
| ---------- | ------------ | ------- | ------- | ------- | -------- | ------------- |
| 18-05-1952 | Frankrijk    | 1-4     | uit     | EUR udt | 2e ronde | v             |

Nederland werd al in de eerste ronde uitgeschakeld.
| niveau 1 | niveau 2 | niveau 3 | niveau 4 | niveau 5 |

Algemeen · Opzet · Finales · Winnaars 
 België ·  Nederland ·  Aruba ·  Nederlandse Antillen 

1900 · 1901 · 1902 · 1903 · 1904 · 1905 · 1906 · 1907 · 1908 · 1909 · 1910 · 1911 · 1912 · 1913 · 1914 · 1915 · 1916 · 1917 · 1918 · 1919 · 1920 · 1921 · 1922 · 1923 · 1924 · 1925 · 1926 · 1927 · 1928 · 1929 · 1930 · 1931 · 1932 · 1933 · 1934 · 1935 · 1936 · 1937 · 1938 · 1939 · 1940 · 1941 · 1942 · 1943 · 1944 · 1945 · 1946 · 1947 · 1948 · 1949 · 1950 · 1951 · 1952 · 1953 · 1954 · 1955 · 1956 · 1957 · 1958 · 1959 · 1960 · 1961 · 1962 · 1963 · 1964 · 1965 · 1966 · 1967 · 1968 · 1969 · 1970 · 1971 · 1972 · 1973 · 1974 · 1975 · 1976 · 1977 · 1978 · 1979 · 1980 · 1981 · 1982 · 1983 · 1984 · 1985 · 1986 · 1987 · 1988 · 1989 · 1990 · 1991 · 1992 · 1993 · 1994 · 1995 · 1996 · 1997 · 1998 · 1999 · 2000 · 2001 · 2002 · 2003 · 2004 · 2005 · 2006 · 2007 · 2008 · 2009 · 2010 · 2011 · 2012 · 2013 · 2014 · 2015 · 2016 · 2017 · 2018 · 2019 · 2020-2021 · 2022 · 2023 · 2024 · 2025